# Croton fuscus
Croton fuscus là một loài thực vật có hoa trong họ Đại kích. Loài này được (Didr.) Müll.Arg. mô tả khoa học đầu tiên năm 1865.